# NGC 2434
NGC 2434 ist eine elliptische Galaxie vom Hubble-Typ E1 im Sternbild Fliegender Fisch am Südsternhimmel. Sie ist schätzungsweise 53 Millionen Lichtjahre von der Milchstraße entfernt und hat einen Durchmesser von etwa 50.000 Lichtjahren. Die Entfernungsmessungen basierend auf den Radialgeschwindigkeiten stimmen nicht mit den rotverschiebungsunabhängigen Entfernungsschätzungen von 89 ± 43 Millionen Lichtjahren überein.
Gemeinsam mit drei weiteren Galaxien bildet sie die NGC 2442-Gruppe oder LGG 147.
Das Objekt wurde am 23. Dezember 1834 von John Herschel entdeckt.